# Jackson Yee
Jackson Yee (易烊千玺S, Yì YángqiānxǐP; Huaihua, 28 novembre 2000) è un cantante, ballerino e attore cinese.
Dopo aver partecipato ad un talent show, nel 2013 diventa il membro più giovane della boy band TFBoys.
Jackson è anche noto come artista solista di grande fama. Nel 2017 il suo singolo "Li Sao (The Lament)" è stato nominato "La miglior canzone dell'anno" da Billboard Radio China. Nel 2018 è stato invitato alla 60ª edizione dei Grammy Awards.
Nel 2017 ha ricevuto inoltre il titolo di "May Fourth Excellent Youth" dal Comitato Centrale della Lega della Gioventù Comunista e ha tenuto un discorso in inglese presso la sede dell'Organizzazione mondiale della sanità. Nello stesso anno, Jackson ha istituito un fondo di beneficenza personale. Egli è stato anche portavoce dell'immagine turistica danese e l'inviato speciale per la salute cinese dell'Organizzazione mondiale della sanità. Nel 2019 ha partecipato al forum dei giovani del Consiglio economico e sociale delle Nazioni Unite.
Come attore ha recitato nel ruolo da protagonista nelle serie tv The Longest Day in Chang'an (2019) e Forward Forever (2019). Ciò che gli ha conferito enorme successo è stato il ruolo di Xiaobei nel film Better Days (2019), per il quale ha vinto il premio di "Miglior New Performer" nella 39ª edizione di Hong Kong Film Awards.
Jackson si è classificato ottavo in Forbes Forbes China Celebrity 100 list in 2019.. Secondo i media cinesi, è una delle celebrità di maggior valore commerciale in Cina.

## Biografia
Jackson (Yi Yangqianxi) è nato nel 2000, nella città di Hongjiang, Huaihua, Hunan. "Yang" significa "benvenuto" nella sua città natale, Huaihua, Hunan. Per salutare e commemorare il millennio, la sua famiglia lo chiamò Yi Yangqiaxi (tradotto letteralmente: benvenuto qianxi)
Nel 2015 è entrato nella "Meixihu High School", la quale è collegata alla Hunan Normal University fino al 2018. Dal 2018, studia presso "The Central Academy Of Drama", nel dipartimento di recitazione.

## Carriera

### 2005–2012: inizio carriera,Fashion Youngster
Jackson inizia la sua carriera da piccola star apparendo in diversi programmi di talent show dal 2005 al 2008.
Nel 2009 Jackson diventa membro del groppo musicale cinese Fashion Youngsters. Il gruppo si scioglie nel 2011.
Nel 2010 Jackson inizia la sua carriera da attore recitando nella serie tv Iron Pear.
Nel marzo 2012, Jackson partecipa al talent show Up Young ed entra nella top 100. Nonostante sia stato eliminato, ha attirato l'attenzione di TF Entertainment ed è stato invitato al provino della compagnia. Prima di far parte dei TFBoys, Jackson ha pubblicato il suo primo singolo da solista "Dream Skyscraper". Egli recita anche in una serie di cortometraggi ed è apparso nel video musicale di Chang Hohsuan, concorrente di "Voice of China" per il suo singolo "Father".

### 2013–2016: TFBoys e attività da solista
Ufficialmente, Jackson diventa membro della boy band TFBoys nel 2013. Nel 2015 ha doppiato il personaggio principale del doppiaggio cinese del film d'animazione "Il piccolo principe".
Nel luglio 2016, ha recitato nella serie televisiva xianxia, Noble Aspirations, nel ruolo di un demone volpe. A novembre, ha pubblicato il suo secondo singolo da solista "You Say". The singolo è stato prodotto dal produttore musicale Lee Wei Song e scritto da Leehom Wang. Nello stesso mese, partecipa al reality show Baby Let Me Go.

### 2017–present: popolarità come artista completo
Nel gennaio 2017, Jackson si è unito al cast vocale del film d'animazione  GG Bond: Guarding , interpretando il personaggio di un uomo misterioso. Jackson ha recitato nel ruolo giovanile del protagonista maschile nella serie tv Song of Phoenix. Ha anche pubblicato la sua versione di Li Sao per la colonna sonora della serie.
A settembre, Jackson ha creato il suo studio indipendente per la sua attività individuale. A novembre Jackson ha pubblicato il suo primo singolo in lingua inglese, intitolato "Nothing to Lose", prodotto da Harvey Mason Jr., e Jackson ha partecipato alla stesura del testo. Cinque giorni dopo, ha pubblicato un altro singolo intitolato "Unpredictable", prodotto da David Gamson e scritto da Dave Gibson. Entrambe le canzoni si sono classificate rispettivamente al secondo e al primo posto nella classifica musicale FreshAsia.
Nel 2018 Jackson è stato confermato per partecipare al talent show di danza, "Street Dance of China", come mentore. Jackson è stato invitato a partecipare alla 60ª cerimonia Grammy Award il 28 gennaio 2018, tenutasi a New York come ospite di China Music Vision. Nello stesso anno, è stato annunciato che reciterà nel film d'animazione fantasyL.O.R.D: Legend of Ravaging Dynasties 2.
Nel 2019 Jackson ha recitato nel film Better Days, basato su un romanzo cinese, In his youth, in her beauty. nello stesso anno, ha recitato nella serie televisiva storica The Longest Day in Chang'an. NEL 22 Dicembre 2019 ha tenuto il suo primo concerto Su Er a Shanghai, Cina.
Nel 2020 Jackson ha recitato nel drama Forward Forever.

## Ruoli Ambassador
Nel giugno 2017, Jackson è stato scelto come uno dei rappresentanti dell'OMS China Tobacco Control dal World Health Organization.
Nel novembre 2017, Jackson è stato invitato dall'Organizzazione mondiale della sanità a Ginevra come uno dei quattro giovani leader cinesi, a tenere un discorso per chiedere l'eliminazione della discriminazione contro l'AIDS. Poco dopo, gli è stato assegnato il titolo di inviato speciale per la salute dell'OMS in Cina. Come inviato speciale per l'OMS in Cina, ha naturalmente posto l'accento su una vita sana e ha anche menzionato il suo sostegno al "Programma di accompagnamento dei bambini", un progetto che mira ad aiutare i bambini nelle province rurali i cui genitori si sono trasferiti per lavorare in grande città. Nello stesso mese, ha collaborato con altre 16 celebrità alla canzone "Embracing You", che funge da sigla per la trentesima Giornata mondiale contro l'AIDS.
Al suo concerto di compleanno, svoltosi nel 28 novembre 2017, Jackson ha annunciato l'istituzione del Jackson Yee Fund. Durante la sua prima fase ha contribuito a raccogliere 1,5 milioni di yuan (190000 €) per sostenere un programma di beneficenza per la China Foundation for Poverty Alleviation per aiutare più di 2000 bambini "abbandonati" rurali, i cui genitori si sono trasferiti nelle aree urbane per guadagnarsi da vivere con lavori temporanei.
Jackson è stato nominato come uno dei migliori 10 celebrità influenti della beneficenza da Sina nel gennaio 2018.
Nel 2019 Jackson ha rappresentato la Cina al Forum della gioventù Consiglio economico e sociale delle Nazioni Unite (ECOSOC). Insieme a quasi 1.000 altri giovani sostenitori di New York, l'8 e il 9 aprile ha incontrato ministri e funzionari governativi per promuovere il ruolo dei giovani nell'attuazione dell'agenda 2030 per lo Sviluppo Sostenibile.
Il 9 novembre 2019, Jackson è stato nominato come Ambassador di beneficenza della gestione degli incendi boschivi in Cina per promuovere la consapevolezza degli incendi boschivi, prevenire gli incendi boschivi e proteggere i nostri paesaggi verdi.

## Riconoscimenti e Brand Ambassador
| Brand                                                           | Titolo                                  | Data              | Attivo | Ref.          |
| --------------------------------------------------------------- | --------------------------------------- | ----------------- | ------ | ------------- |
| Adidas Neo                                                      | International Youth Creative Ambassador | 27 Novembre, 2017 | SI     | [ 37 ] [ 38 ] |
| Kispa                                                           | Brand Ambassador                        | 26 Marzo, 2018    | No     | [ 39 ]        |
| Tmall                                                           | Brand Ambassador                        | 11 Aprile, 2018   | SI     | [ 40 ]        |
| Huawei                                                          | Nova Global Brand Ambassador            | 24 Giugno, 2018   | SI     | [ 41 ]        |
| The Beast Shop                                                  | Brand Ambassador                        | 26 Luglio, 2018   | No     | [ 42 ]        |
| Vidal Sassoon                                                   | Global Spokesperson                     | 3 Agosto, 2018    | No     | [ 43 ] [ 44 ] |
| Bottega Veneta                                                  | Spokesperson for APAC                   | 15 Agosto, 2018   | No     | [ 45 ]        |
| Baidu                                                           | APP New Generation Spokesperson         | 28 Novembre, 2018 | SI     | [ 46 ]        |
| Givenchy Beauty                                                 | first China Regional Spokesman          | 20 Ottobre, 2019  | No     | [ 47 ]        |
| Be & Cheery Archiviato il 27 febbraio 2020 in Internet Archive. | Brand Ambassador                        | 19 Gennaio, 2019  | SI     | [ 48 ]        |
| Yoyic                                                           | Brand Ambassador                        | 28 Gennaio, 2019  | SI     | [ 49 ]        |
| Master Kong                                                     | Green Tea Brand Ambassador              | 13 Marzo, 2019    | SI     | [ 50 ]        |
| Youku                                                           | VIP Member Spokesperson                 | 11 Aprile, 2019   | No     | [ 51 ]        |
| Evian                                                           | Global Brand Ambassador                 | 16 Maggio, 2019   | No     | [ 52 ] [ 53 ] |
| Ximalaya                                                        | APP Brand Ambassador                    | 11 Giugno, 2019   | No     | [ 54 ]        |
| RIMOWA                                                          | Brand Spokesperson for China            | 25 Giugno, 2019   | No     | [ 55 ]        |
| Originals                                                       | Brand Ambassador                        | 8 Agosto, 2019    | SI     | [ 56 ]        |
| Oral B                                                          | Brand Ambassador                        | 23 ottobre, 2019  | SI     | [ 57 ]        |
| Armani Beauty                                                   | Armani Beauty Spokesman                 | 8 gennaio 2020    | SI     | [ 58 ]        |
| Armani Beauty                                                   | Armani Men's Skincare Spokesman         | 11 Marzo, 2020    | SI     | [ 59 ]        |
| Cornetto                                                        | Brand Spokesman                         | 23 Marzo, 2020    | SI     | [ 60 ]        |
| BMW                                                             | New Generation Spokesperson             | 10 Aprile, 2020   | SI     | [ 61 ]        |
| McDonald's                                                      | Brand Spokesman                         | 5 Maggio, 2020    | SI     | [ 62 ]        |
| Tiffany & Co.                                                   | Brand Ambassador                        | 3 Giugno, 2020    | SI     | [ 63 ] [ 64 ] |
| Bvlgari                                                         | Global Fragrance Ambassador             | 2 Luglio, 2020    | SI     | [ 65 ]        |

## Discografia

### Singoli
| Anno | Titolo                                  | Posizioni in classifiche | Posizioni in classifiche | Album                                               |
| Anno | Titolo                                  | CHN Baidu Chart          | CHN Billboard V Chart    | Album                                               |
| ---- | --------------------------------------- | ------------------------ | ------------------------ | --------------------------------------------------- |
| 2013 | "Dream Skyscraper" 夢想摩天樓           | —                        | —                        |                                                     |
| 2016 | "You Say" 你说                          | —                        | —                        |                                                     |
| 2017 | "The Lament" 离骚                       | —                        | 1                        | Song of Phoenix OST                                 |
| 2017 | "Embracing You" 拥抱你                  | —                        | —                        |                                                     |
| 2017 | "Nothing to Lose"                       | —                        | —                        |                                                     |
| 2017 | "Unpredictable"                         | —                        | —                        |                                                     |
| 2018 | "丹青千里"                              | —                        | —                        |                                                     |
| 2018 | "Overrun" 灾                            |                          |                          |                                                     |
| 2018 | "精彩才刚刚开始"                        | —                        | —                        | Tmall Canzone promozionale per il 10 ° anniversario |
| 2018 | "Colorful Human" 亲爱的，这里没有一个人 | —                        | —                        |                                                     |
| 2018 | "Warm Blooded" 恒温动物                 | —                        | —                        |                                                     |
| 2019 | "Free Falling" 陷落美好                 |                          |                          |                                                     |
| 2019 | "Fall"                                  |                          | —                        |                                                     |
| 2019 | "I Adore You"                           | —                        | —                        |                                                     |
| 2019 | "Better Us" 念想                        |                          |                          | Better Days canzone promozionale                    |
| 2019 | "Between Dreams" 冷静和热情之间         |                          |                          |                                                     |
| 2020 | "Day And Night" 不分昼夜                |                          |                          | Leap canzone promozionale                           |

### Collaborazioni
| Anno | Titolo in inglese       | Titolo in cinese | Album | Note/Ref.                                                             |
| ---- | ----------------------- | ---------------- | ----- | --------------------------------------------------------------------- |
| 2019 | "Starry Sea"            | 星辰大海         | -     | Per China Movie Channel Progetto Giovani Attori con altri 31 attori   |
| 2020 | “Welcome Back To Sound" | 朋友请听好       | -     | Canzone a tema per il reality show Welcome Back To Sound (朋友请听好) |

### EP
| Data              | Titolo in inglese     | Titolo in cinese       | Tracklist | Ref.   |
| ----------------- | --------------------- | ---------------------- | --- | ------ |
| 28 Novembre, 2018 | Firing in Nothingness | 我乐意沉默释放内心烟火 | 1. "Don't Tie Me Down" 2. "亲爱的，这里没有一个人" (Colorful Human) 3. "灾" (Overrun) 4. "恒温动物" (Warm Blooded) 5. "舒适圈" (Unique Zone) 6. "Nothing to Lose" (Unplugged) 7. "Don't Tie Me Down" (Instrumental) 8. "亲爱的，这里没有一个人" (Colorful Human) (Instrumental) 9. "灾" (Overrun) (Instrumental) 10. "恒温动物" (Warm Blooded) (Instrumental) 11. "舒适圈" (Unique Zone) (Instrumental) | [ 73 ] |
| 9 Giugno, 2025    | Keystone              | 楔石                   | 1. "楔木" (Wooden Wedge) 2. "逢石" (Fengshi) 3. "山花" (Mountain Flower) 4. "步语" (Walking Thoughts) |        |

### Album
| Data              | Titolo in inglese | Titolo in cinese | Tracklist | Ref.   |
| ----------------- | ----------------- | ---------------- | --- | ------ |
| 20 Dicembre, 2019 | Temperature Curve | 温差感           | 1. "入梦" (Intro) 2. "末日长河" (The Last River) 3. "牺牲的一半" (Keep Colorful) 4. "再一, 再二, 再三" (Again and Again) 5. "两个傍晚的月亮" (Moon) 6. "Gone" 7. "酣然" (Interdule) 8. "冷静和热情之间" (Between Dreams) 9. "Fall" 10. "I Adore You" 11. "陷落美好" (Free Falling) 12. "念想" (Better Us) (Piano Version) 13. "初醒" (Outro)                      | [ 74 ] |
| 27 Novembre, 2020 | Back Seat Theater | 后座剧场         | 1. 39 km 2. "野花" (Wildflowers) 3. 38.7 km 4. "爱情鸟" (Lovebird) 5. 35 km 6. "亲密爱人" (Sweetheart) 7. 4 km 8. "孤独的人是可耻的" (Shameful Being Left Alone) 9. 0.5 km 10. "爱的箴言" (The Proverbs of Love) 11. 0.01 km 12. "送别" (Farewell) |        |
| 25 Aprile, 2023   | Liu Yanfen        | 刘艳芬           | 1. 20:55 2. "九里庄人才中心" (Jiulizhuang Talent Center) 3. 21:00 4. "你好，我是____" (Hello, I am ____) 5. "冷屁股" (Cold Shoulder) 6. "霓裳" (Nichang) 7. 22:12 8. "五光十色" (Technicolor) 9. 22:28 10. "彳亍" (Walk Slowly) 11. 22:33 12. "白日猫" (Cat in the Daytime) 13. "她等在午夜前" (She Waited Till Midnight) 14. "23:00" 15. "同乘" (Sharing a Ride) |        |

## Filmografia

### Film
| Anno | Titolo in Inglese              | Titolo in cinese   | Ruolo                | Note                 | Ref.          |
| ---- | ------------------------------ | ------------------ | -------------------- | -------------------- | ------------- |
| 2013 | Keep Up                        | 追上去             | Hsiao-chieh          | Cortometraggio       |               |
| 2013 | Snail                          | 蜗牛               | Changshu             | Cortometraggio       |               |
| 2015 | Pound of Flesh                 | 致命追击           |                      | Cameo                | [ 75 ]        |
| 2015 | Mr. Six                        | 老炮儿             |                      | Cameo                | [ 76 ]        |
| 2015 | The Little Prince              | 小王子             | Piccolo Principe     | doppiaggio in cinese | [ 11 ]        |
| 2017 | GG Bond: Guarding              | 猪猪侠之英雄猪少年 | Mysterious man       | doppiaggio in cinese | [ 15 ]        |
| 2019 | Better Days                    | 少年的你           | Bei / ZHANG Bei Shan |                      | [ 24 ]        |
| 2020 | A Little Red Flower            | 送你一朵小红花     | Wei Yihang           |                      | [ 77 ]        |
| 2021 | Chinese Doctors                | 中国医生           | Yang Xiaoyang        | Cameo                | [ 78 ]        |
| 2021 | The Battle at Lake Changjin    | 长津湖             | Wu Wanli             |                      | [ 79 ]        |
| 2022 | Nice View                      | 奇迹·笨小孩        | Jing Hao             |                      | [ 80 ]        |
| 2022 | The Battle at Lake Changjin II | 长津湖之水门桥     | Wu Wanli             |                      | [ 81 ]        |
| 2022 | Hero                           | 世间有她           | Li Zhaohua           |                      | [ 82 ]        |
| 2023 | Full River Red                 | 满江红             | Sun Jun              |                      | [ 83 ]        |
| 2024 | She's Got No Name              | 酱园弄             | Song                 |                      | [ 84 ]        |
| 2024 | Big World                      | 小小的我           | Liu Chunhe           |                      | [ 85 ]        |
| 2025 | Resurrection                   | 狂野时代           |                      |                      | [ 86 ]        |
| 2025 |                                | 蛮荒禁地           | Shen Xing            |                      |               |
| 2026 | Scare Out                      | 惊蛰无声           |                      |                      | [ 87 ] [ 88 ] |
| ?    | Three Words                    | 三个字             | Daguang              |                      | [ 89 ]        |

### Serie Televisive
| Anno | Titolo in inglese           | Titolo in cinese | Ruolo              | Note             | Ref.   |
| ---- | --------------------------- | ---------------- | ------------------ | ---------------- | ------ |
| 2010 | Iron Pear                   | 铁梨花           | Zhang Jian (young) |                  | [ 6 ]  |
| 2011 | Super Equipment Kids        | 超装备小子       | Hsiang-Tzu         |                  |        |
| 2016 | Love for Separation         | 小别离           | Song Yunzhe        | Cameo            | [ 90 ] |
| 2016 | Noble Aspirations           | 青云志           | Xiao Qi            | Cameo            | [ 12 ] |
| 2017 | Song of Phoenix             | 思美人           | Qu Yuan (young)    | Cameo            | [ 16 ] |
| 2017 | Boy Hood                    | 我们的少年时代   | Yin Ke             | Ruolo principale | [ 91 ] |
| 2019 | The Longest Day in Chang'an | 长安十二时辰     | Li Bi              | Ruolo principale | [ 27 ] |
| 2020 | Forward Forever             | 热血同行         | Yi                 | Ruolo principale | [ 25 ] |

### Serie Web
| Anno | Titolo in inglese           | Titolo in Cinese | Ruolo                        | Note  | Ref.   |
| ---- | --------------------------- | ---------------- | ---------------------------- | ----- | ------ |
| 2013 | The Legend of Yunchu Temple | 云居寺传奇       | Fugui                        |       | [ 92 ] |
| 2014 | Hi-Tech Belle               | 高科技少女喵     | fratello minore di Lee Kenan | Cameo | [ 93 ] |
| 2014 | Surprise                    | 万万没想到第二季 |                              | Cameo | [ 94 ] |
| 2016 | Finding Soul                | 超少年密码       | Chen Haoxuan                 |       | [ 95 ] |

### Reality show
| Anno | Titolo in inglese              | Titolo in cinese | Ruolo           | Ref.   |
| ---- | ------------------------------ | ---------------- | --------------- | ------ |
| 2017 | Let Go of My Baby Season 2     | 放开我北鼻       | Membro del Cast | [ 14 ] |
| 2017 | The Inn                        | 亲爱的客栈       | Ospite speciale | [ 96 ] |
| 2018 | Street Dance of China          | 这！就是街舞     | Mentore         | [ 21 ] |
| 2019 | Ice Hockey Hero                | 大冰小将         | Membro del Cast | [ 97 ] |
| 2019 | Street Dance of China Season 2 | 这！就是街舞 2   | Mentore         | [ 98 ] |
| 2020 | Welcome Back To Sound          | 朋友请听好       | Membro del Cast | [ 99 ] |

### Video musicali
| Anno | Titolo                   | Cantante      | Ref.    |
| ---- | ------------------------ | ------------- | ------- |
| 2013 | "Dad" 爸爸               | Chang Hohsuan | [ 100 ] |
| 2017 | "Almost Famous" 成名在望 | Mayday        | [ 101 ] |

## Premi e Nomine
| Anno | Premio                                                       | Categoria                            | Opera nominata              | Risultati       | Ref.          |
| ---- | ------------------------------------------------------------ | ------------------------------------ | --------------------------- | --------------- | ------------- |
| 2016 | Top Chinese Music Awards\|16th Top Chinese Music Awards      | Most Popular Idol                    |                             | Vincitore/trice | [ 102 ]       |
| 2016 | Top Chinese Music Awards\|16th Top Chinese Music Awards      | Most Popular Newcomer                |                             | Vincitore/trice | [ 102 ]       |
| 2016 | Top Chinese Music Awards\|16th Top Chinese Music Awards      | Most Popular Variety Idol            |                             | Vincitore/trice | [ 102 ]       |
| 2017 | Fresh Asia Chart Festival                                    | Top Ten Songs                        | You Say                     | Vincitore/trice | [ 103 ]       |
| 2017 | Fresh Asia Chart Festival                                    | Top Ten Songs                        | The Lament                  | Vincitore/trice | [ 103 ]       |
| 2017 | Billboard Radio China 2017                                   | Mandarin Song of the Year            | The Lament                  | Vincitore/trice | [ 104 ]       |
| 2017 | 10th Elle Style Awards                                       | Popular Idol of the Year             |                             | Vincitore/trice | [ 105 ]       |
| 2017 | Bazaar 2017 Men of the Year Awards                           | Attractive Celebrity of the Year     |                             | Vincitore/trice | [ 106 ]       |
| 2017 | GQ Men of the Year Awards 2017                               | Popular Idol of the Year             |                             | Vincitore/trice | [ 107 ]       |
| 2018 | 7th iQiyi All-Star Carnival                                  | Male Singer of the Year              |                             | Vincitore/trice | [ 108 ]       |
| 2019 | GQ 2019 Men of the Year                                      | Top Ten Influential Figures          |                             | Vincitore/trice | [ 109 ]       |
| 2019 | 6th The Actors of China Award Ceremony                       | Best Actor (Web series)              | The Longest Day in Chang'an | Candidato/a     | [ 110 ]       |
| 2019 | 26th Huading Awards                                          | Best Actor                           | The Longest Day in Chang'an | Candidato/a     | [ 111 ]       |
| 2019 | 26th Huading Awards                                          | Top Ten Favorite Actors              | The Longest Day in Chang'an | Vincitore/trice | [ 112 ]       |
| 2019 | Golden Bud - The Fourth Network Film And Television Festival | Best Newcomer                        | The Longest Day in Chang'an | Candidato/a     | [ 113 ]       |
| 2019 | 8th China Student Television Festival                        | Most Watched Actor                   | The Longest Day in Chang'an | Vincitore/trice | [ 114 ]       |
| 2019 | Tencent Entertainment White Paper                            | Film Actor of the Year               | Better Days                 | Vincitore/trice | [ 115 ]       |
| 2019 | Tencent Entertainment White Paper                            | Reputable Variety Artist of the Year |                             | Vincitore/trice | [ 115 ]       |
| 2019 | Tencent Entertainment White Paper                            | Most Commercially Valuable Artist    |                             | Vincitore/trice | [ 115 ]       |
| 2020 | Weibo Awards Ceremony                                        | Hot Figure of the Year               |                             | Vincitore/trice | [ 116 ]       |
| 2020 | 26th Hong Kong Film Critics Society Awards                   | Best Actor                           | Better Days                 | Candidato/a     | [ 117 ]       |
| 2020 | 39th Hong Kong Film Awards                                   | Best Actor                           | Better Days                 | Candidato/a     | [ 2 ] [ 118 ] |
| 2020 | 39th Hong Kong Film Awards                                   | Best New Performer                   | Better Days                 | Vincitore/trice | [ 2 ] [ 118 ] |
| 2020 | 28th Shanghai Film Critics Awards                            | Best New Actor                       | Better Days                 | Vincitore/trice | [ 119 ]       |
| 2020 | 27th Huading Awards                                          | Best Actor in a Motion Picture       | Better Days                 | In attesa       | [ 120 ]       |
| 2020 | 27th Huading Awards                                          | Best New Performer                   | Better Days                 | In attesa       | [ 120 ]       |